# Клаусура 2013 (Сальвадор)
Клаусура 2013 (исп. Torneo Clausura 2013) — вторая половина 79-го сезона чемпионата Сальвадора по футболу.

## Участники
| Команда                | Город          |
| ---------------------- | -------------- |
| Луис Анхель Фирпо      | Усулутан       |
| ФАС                    | Санта-Ана      |
| Альянса                | Сан-Сальвадор  |
| Хувентуд Индепендьенте | Сан-Хуан-Опико |
| Санта-Текла            | Санта-Текла    |
| Исидро Метапан         | Метапан        |
| Атлетико Марте         | Сан-Сальвадор  |
| Онсе Мунисипаль        | Ауачапан       |
| Агила                  | Сан-Мигель     |
| УЭС                    | Сан-Сальвадор  |

## Турнирная таблица
| М  | Команда                | И  | В  | Н | П  | Мячи    | ±   | О  | Примечания     |
| -- | ---------------------- | -- | -- | - | -- | ------- | --- | -- | -------------- |
| 1  | ФАС                    | 18 | 11 | 3 | 4  | 29 − 17 | +12 | 36 | Финальная фаза |
| 2  | Луис Анхель Фирпо      | 18 | 10 | 2 | 6  | 19 − 19 | 0   | 32 | Финальная фаза |
| 3  | Альянса                | 18 | 8  | 7 | 3  | 33 − 15 | +18 | 31 | Финальная фаза |
| 4  | Хувентуд Индепендьенте | 18 | 8  | 5 | 5  | 31 − 20 | +11 | 29 | Финальная фаза |
| 5  | Санта-Текла            | 18 | 8  | 5 | 5  | 24 − 17 | +7  | 29 |                |
| 6  | Исидро Метапан         | 18 | 6  | 8 | 4  | 19 − 20 | −1  | 26 |                |
| 7  | Атлетико Марте         | 18 | 6  | 4 | 8  | 27 − 25 | +2  | 22 |                |
| 8  | Онсе Мунисипаль        | 18 | 5  | 5 | 8  | 17 − 29 | −12 | 20 |                |
| 9  | Агила                  | 18 | 3  | 5 | 10 | 13 − 26 | −13 | 14 |                |
| 10 | УЭС                    | 18 | 1  | 5 | 12 | 11 − 35 | −24 | 8  |                |

И — игры, В — выигрыши, Н — ничьи, П — проигрыши, Мячи — забитые и пропущенные голы, ± — разница голов, О — очки

## Финальная фаза

### Полуфиналы
Первые матчи были проведены 12 мая, а ответные состоялись 19 мая.
| Команда 1              | Итог | Команда 2         | 1-й матч | 2-й матч |
| ---------------------- | ---- | ----------------- | -------- | -------- |
| Альянса                | 1:1  | Луис Анхель Фирпо | 1:0      | 0:1      |
| Хувентуд Индепендьенте | 2:2  | ФАС               | 2:1      | 0:1      |

### Финал
| ФАС | 0:3 (0:1) | Луис Анхель Фирпо                          |
| --- | --------- | ------------------------------------------ |
|     | Отчёт     | Каналес 7′ (пен.) · Гевара 55′ · Трехо 66′ |

| Чемпион Сальвадора (Клаусура) 2013 |
| ---------------------------------- |
| Луис Анхель Фирпо в 10-й раз       |